# Матвеева, Вера Ильинична
Ве́ра Ильи́нична Матве́ева (23 октября 1945, Куйбышевка-Восточная, Хабаровский край — 11 августа 1976, Химки, Московская область) — русская поэтесса, бард, автор более 50 песен на собственные стихи, а также на стихи Новеллы Матвеевой, Давида Самойлова, Редьярда Киплинга, Константина Библа.

## Биография
Родилась 23 октября 1945 года в городе Куйбышевке-Восточной в семье военнослужащего. С детства отличалась музыкальной одарённостью и любовью к пению.
Вместе с сестрой Ольгой училась в музыкальной школе по классу фортепиано, но не окончила обучение.
Стихи и песни начала сочинять ещё в детстве, но большая часть песен, записанных на магнитные носители, приходится на 1965 — 1973 годы.
В конце 1950-х около года проживала с семьёй в Пекине, куда был командирован её отец. По приезде на родину поступила в спецшколу с изучением китайского языка, где проучилась полгода, до её закрытия.
В первой половине 1960-х работала разнорабочим на машиностроительном заводе, корректором в газете «Московский комсомолец», лаборантом в Артиллерийской академии.
В 1965 году поступила в МИСИ им. В. В. Куйбышева. Окончила институт в 1970 году.
В 1970 году у Веры обнаружилось онкологическое заболевание. В нейрохирургическом институте им. Бурденко профессор С. Н. Фёдоров провел удачную сложнейшую операцию, но возможный срок жизни после неё определил в 5-6 лет. В 1971 году вернулась к активной творческой жизни. Сочиняла стихи и песни, вместе с друзьями (Виктором Луферовым, Владимиром Бережковым и Александром Мирзаяном) выступала с концертами; сотрудничала с журналом «Наука и жизнь». За год до смерти второй раз вышла замуж.
В песнях нередко обращалась к теме собственной смерти. В стихотворении 1971 года пишет:

Будет без меня апрель небо в синьке полоскать,
Что сама не допою — допоёт весной капель.
Вера Матвеева умерла 11 августа 1976 года от ангиосаркомы мозга. Похоронена на Новосходненском кладбище (Химки, микрорайон Фирсановка).

## Личная жизнь
Дважды была замужем. Первым ее избранником стал студент Бауманского училища. Однако их семейная жизнь была непродолжительной, всего год. Некоторое время носила фамилию мужа — Клименко. Второй муж — Абрам Устер, руководитель студии пантомимы в Одессе. Он был с ней до последних дней ее жизни. В настоящее время живёт в США.

## Память
С 1981 года в Подмосковье, под Фирсановкой, проходят песенные слёты её памяти.
В 1978 году вышла пластинка (миньон) Песни Веры Матвеевой с записью песен в её исполнении, в 1989 году фирма «Мелодия» выпустила альбом из двух виниловых пластинок И стану я рекой (переиздан в 1998 году на лазерных дисках музыкальным издательством «Московские окна» Я ушла гулять по городу 1 часть: песни в исполнении автора — Веры Матвеевой, 2 часть: песни в исполнении Галины Богдановской и Елены Лебедевой. Книга песен «Вера Матвеева. Обращение к душе», куда вошли песни с авторскими комментариями и воспоминания родных и совеременников, вышла в издательстве АПН в 1990.
В 1983 году Владимир Бережков написал песню «Вера», посвящённую Вере Матвеевой.
В 1993 году группа «Белая Гвардия» записала песню, посвящённую Вере Матвеевой.
Памяти Веры Матвеевой посвящена песня Елены Фроловой «Пусть жизнь тянется мимо…», композиция Зои Ященко и группы «Белая гвардия»: «Вере Матвеевой», а также песня Андрея Земскова «Яблочный спас»
В 2002 году Егор Летов и «Гражданская оборона» включили в свой альбом «Звездопад» «Песенку про чёрную гуашь и надежду».